# Beuvillers (Meurthe e Mosella)
Beuvillers è un comune francese di 340 abitanti situato nel dipartimento della Meurthe e Mosella nella regione del Grand Est.

## Storia
Il villaggio segnava il confine tra Francia e Germania tra il 1871 e il 1914. Fu semidistrutto durante la prima guerra mondiale.

## Società

### Evoluzione demografica
Abitanti censiti